# Ciclopropenilidene
Il ciclopropenilidene, o c-C3H2, è una molecola aromatica appartenente alla classe dei carbeni. Data la sua alta reattività, tipica dei carbeni, sulla Terra il ciclopropenilidene è stato osservato solamente in laboratorio mentre nel mezzo interstellare, a causa delle condizioni estreme di quell'ambiente, è stato osservato anche in concentrazioni significative. Nel mezzo interstellare è stata riscontrata anche la presenza dell'isomero lineare del c-C3H2 ma generalmente la sua densità di colonna è più bassa di un ordine di grandezza.

## Storia
Nel 1981, nella regione radio dello spettro del mezzo interstellare, erano state osservate diverse righe ambigue che non era stato possibile interpretare con precisione, finché, nel 1985, utilizzando la tecnica della spettrometria di massa a scarica a bagliore usando come gas una miscela di acetilene ed elio, si vide che tali righe spettrali corrispondevano a quelle del c-C3H2, confermando così la presenza di questo composto nello spazio.
Si scoprì poi, con non poca sorpresa, che il c-C3H2 era onnipresente nel mezzo interstellare. Ancora più sorprendente fu la scoperta, nel 1988, che il ciclopropenilidene fosse presente anche nelle nubi interstellari diffuse, poiché si pensava che la chimica di un simile ambiente non permettesse la formazione di molecole così grandi. Questa scoperta, e quelle della presenza di altre molecole non elementari, contribuì invece a meglio comprendere la complessità delle nubi interstellari. Osservazioni più recenti hanno poi rivalutato la presenza di c-C3H2 anche nelle nubi molecolari (o "nubi interstellari dense"), scoprendo che la sua concentrazione è decisamente più elevata di quanto ci si aspettasse e ciò ha portato a pensare che la fotodissociazione degli idrocarburi policiclici aromatici possa incentivare la formazione di c-C3H2.

## Formazione
La principale reazione chimica che porta alla formazione di c-C3H2 è la ricombinazione dissociativa di c-C3H3+.
C3H3+ + e−  →  C3H2 + H
c-C3H3+ è il prodotto di una lunga catena di reazioni che avvengono nel mezzo interstellare, tra cui spiccano le reazioni di inserzione di carbonio che portano alla formazione di C3H3+. La seconda più importante reazione chimica che porta alla formazione di ciclopropenilidene è la protonazione di NH3 da parte di c-C3H3+, tuttavia, nelle tipiche condizioni riscontrate nelle nubi molecolari, questa reazione contribuisce alla produzione di meno dell'1% del C3H2 presente.
Nel 1984, attraverso la pirolisi sotto vuoto di un derivato del quadriciclano è stato possibile ottenere del ciclopropenilidene isolato in matrice, mentre nel 2006, per la prima volta, è stato possibile ottenere un derivato del ciclopropenilidene stabile a temperatura ambiente agganciando dei gruppi amminici all'anello triangolare.

## Distruzione
Il ciclopropenilidene viene solitamente distrutto dalle reazioni che avvengono tra ioni e molecole neutre. Di queste, le protonazioni sono certamente le più comuni poiché ogni composto di tipo HX+ può riconvertire il c-C3H2 in c-C3H3+. Tenendo conto delle concentrazioni e della costante di velocità delle relative reazioni, si ritiene che i reagenti maggiormente implicati nella distruzione del ciclopropenilidene nello spazio siano il catione formile HCO+, il catione idrogenonio H3+ e il catione ossonio H3O+.
C3H2 + HCO+  →  C3H3+ + CO
Da notare che il c-C3H2 viene distrutto principalmente attraverso una sua riconversione in C3H3+. Quindi, poiché la distruzione del ciclopropenilidene rigenera solamente la molecola di partenza, C3H2, essenzialmente, in termini di chimica del carbonio interstellare, ci si trova davanti a un vicolo cieco. Tuttavia, nelle nubi diffuse o nella regione di fotodissociazione delle nubi dense, la reazione con C+ diventa molto più importante e C3H2 può iniziare a contribuire alla formazione di molecole organiche più grandi.

## Spettroscopia
I rilevamenti di c-C3H2 nel mezzo interstellare sono basati sull'osservazione di transizioni molecolari effettuata utilizzando la spettroscopia rotazionale. Poiché il c-C3H2 è un rotatore asimmetrico, i tre momenti d'inerzia sono tutti diversi e lo spettro diventa piuttosto complicato. Inoltre, come accade per l'idrogeno, anche il C3H2 ha isomeri per spin, le forme orto e para, i quali si ritiene siano presenti nel mezzo interstellare in un rapporto di 3:1. Nonostante tali forme siano chimicamente identiche, i loro livelli energetici differiscono e ciò implica che le due molecole abbiano transizioni spettroscopiche diverse e che quindi debbano essere trattate come molecole diverse.
Durante l'osservazione del c-C3H2 presente nel mezzo interstellare, molte delle righe spettrali vanno perse poiché assorbite dall'atmosfera terrestre e le uniche che possono essere osservate ricadono nella finestra radio dello spettro elettromagnetico. Le righe più comunemente osservate sono la transizione 110 → 101, che cade a 18343 MHz, e la transizione 212 → 101, che cade a 85338 MHz, dell'orto-c-C3H2.